# معدنلی
معدنلی (به ترکمنی: Magdanly، ماغدانلیٛ) یک منطقهٔ مسکونی در ترکمنستان است که در ولایت لب آب واقع شده‌است.
نام پیشین آن گوورداغ (به ترکمنی: Gowurdak، گووُرداغ) بود،‌ به معنی کوه گوگرد. نام شهر در تاریخ ۸ سپتامبر ۲۰۰۲ به «معدنلی» تغییر کرد.
شهر معدنلی،  «شهر مستقل از شهرستان» (به ترکمنی: etrap hukukly şäheri، اتراپ حوُقوُقلیٛ شأهری) بود. اما در در تاریخ ۲۵ نوامبر ۲۰۱۷، شهر معدنلی استقلال خویش را از دست داد و به تابعیت شهرستان کویتن‌داغ در آمد.